# Бриссак, Франсуа де Коссе
Франсуа де Коссе (фр. François de Cossé; ок. 1580 — 3 декабря 1651, Пуансе), герцог де Бриссак, пэр Франции — французский придворный, великий хлебодар Франции.

## Биография
Сын Шарля II де Коссе, герцога де Бриссака, и Жюдит д'Асинье.
Генеральный наместник Бретани, губернатор Пор-Луи, Энбона и Кемперле.
В 1621 году наследовал отцу как герцог де Бриссак и великий хлебодар Франции. Принес присягу в Парламенте 14 июля 1645.
14 мая 1633 был пожалован Людовиком XIII в рыцари ордена короля.
Умер в своем замке Пуансе в Анжу.

## Семья
1-я жена (04.1618): Жанна де Шомберг (1600—14.06.1674), дочь Анри де Шомберга, графа де Нантёя, маршала Франции, и Франсуазы д'Эпине. Брак аннулирован по причине полового бессилия. Вторым браком вышла за Роже дю Плесси, герцога де Лианкура
2-я жена (16.02.1621): Гийонна де Рюэллан (ок. 1610—16.01.1672), дочь Жиля де Рюэллана, сеньора де Роже-Портай, и Франсуазы Мьоле
Дети:
- Мари (ок. 1621—14.05.1710). Муж (20.05.1637): Шарль де Лапорт (1602—1664), герцог де Ламейере
- Луи (5 09.1625—01.1661), герцог де Бриссак и де Бопрео. Жена (1645): Маргерит де Гонди (18.04.1615—31.05.1670), дочь Анри де Гонди, герцога де Реца, и Жанны де Сепо
- Тимолеон (6.12.1626—15.02.1675), граф де Коссе и Шатожирон. Жена: Элизабет Лешаррон (ум. 6.1679), дама д'Ормей, дочь Антуана Лешаррона, барона д'Ормей, и Изабо дю Буше
- Шарль (29.05.1628—6.09.1693), иезуит, затем аббат Нотр-Дам-де-Мора
- Франсуа (31.01.1630—1706), аббат Ла-Бюсьера, называемый аббатом де Бриссаком
- Жан-Арман (ок. 1634—13.02.1658), мальтийский рыцарь
- Анн-Юрсюль (ум. 20.10.1687). Муж 1): N Сабатье; 2): Шарль де Лапорт, маркиз де Везен; 3): Анри-Марк-Антуан Ле-Пти де Верно, сеньор де Шосре в Пуату
- Элизабет (ум. 18.12.1679). Муж (1648): Франсуа де Гонто (1629—1700), маркиз де Бирон
- Маргерит-Гийонна (ум. 13.07.1703), аббатиса Шеля